# ナンヨウキクイムシ
ナンヨウキクイムシ（Euwallacea fornicatus）とは、コウチュウ目・ユーワラセア属の昆虫である。
養菌性のキクイムシ類(アンブロシアビートル)に属し、樹木に穴をあけ侵入して餌となる共生菌を育てる。
東アジア・東南アジアが起源とみられるが、近年世界各地に広がり、果樹や庭園木にフザリウム枯死病を引き起こし被害をもたらすので、
侵略的害虫として駆除対象となっている。
略称で、PSHB（polyphagous shot-hole borer）とも記述される。 

## 分布
1868年にドイツの昆虫学者アイヒホッフ氏によってスリランカで採取され、初めて学術的に報告された。
アイヒホッフ氏が採取した元の樹木の種類は不明であるが、当時より"Tea shot-hole borer（ティー・ショットホール・ボーラー = 茶の木に弾痕を穿つもの）"と呼ばれ、スリランカやインドでトウゴマや茶の木に被害をもたらす害虫として知られていたキクイムシも、同一の種複合体（Species complex）に属している。
20世紀前半は東南アジア周辺地域のみの分布が確認されていたが、1950年代にはフィジーやハワイなどのオセアニア区でも発見され
、日本では1973年に小笠原諸島父島で果樹の被害が発生している。
2000年以降はさらに分布を拡大し、北米・中南米・南米・欧州・イスラエル・南アフリカ・オーストラリア等で、果樹や庭園木・街路樹への被害が確認されている。

## 生態

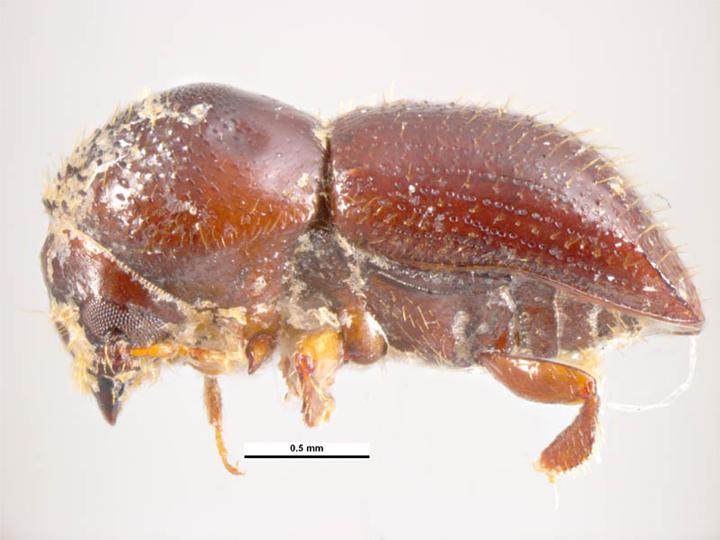
成虫の側面

養菌性のキクイムシの多くが衰弱した木や枯れかけた木を宿主に選ぶのに対して、ナンヨウキクイムシと同定される種複合体のうちの主要な種は、健康な木に穿孔して生活空間を形成する。
成虫は円筒形の棗かカプセル剤に似た姿形で、メスは体長2mm程度で茶褐色から黒色の体色、オスはメスよりも小さく体長1.6mm程度で薄茶色から黒色の体色をしている。
受精したメスは日中に外へ飛び立ち、通常30-35m内外の枝や幹に新たに穿孔する。場合によって最大で400m程度移動することがある。オスは飛翔能力を持たず、ほとんどの場合、一生を樹木内部で過ごす。
新しい場所に穿孔を始めたメスは、木部まで坑道を掘り進め、そこに産卵のための部屋を作り、産卵する。
メスの前胸下部（うなじに見える部分）にあるミカンジアと呼ばれる小袋状の器官には、菌類（カビ）の一属であるフザリウム菌が住んでおり、
それが坑道や産卵室に着床・繁殖する。産まれた幼虫は菌の胞子を餌として育ち、1か月ほどで成虫となり、生殖をおこなう。成虫も木自体は食さず、菌を摂取し栄養とする。

## 被害
随伴・共生するフザリウム菌が繁殖可能な100種以上の樹木を宿主とすることが確認されている。
宿主とされた樹木は、浸食された部分を隔離して防御しようとするが、十分な水と養分が行き渡らなくなった枝から枯れ始める。また坑道と菌糸によって空洞化・弱化した幹が構造的に樹木全体を支持できなくなれば倒木する。

### 主な果樹被害
アメリカ合衆国カリフォルニア州・フロリダ州やイスラエルのアボカド、南アフリカのオリーブ、日本の沖縄県や鹿児島県
・宮崎県のマンゴー

### 主な庭園木・街路樹被害
アメリカ合衆国カリフォルニア州のカエデ・ポプラ・ヤナギ・カシ、アルゼンチンブエノスアイレスの街路樹、オーストラリア西オーストラリア州のトネリコバノカエデ

## 対処
ナンヨウキクイムシによる樹木への被害拡大を防ぐには、まず予防のため未検査・未処理の材木や薪を使用しないこと、そして侵入をすみやかに感知すること、すでに被害が出ている場合は、卵・幼虫・受精したメスの成虫および菌を除去することが必要になる。
食入孔や樹皮の変色、木くずの堆積等によって浸食が確認された場合、影響を受けた枝の切除や樹木の伐採による被害部分・被害樹木の処理が、被害拡大を防ぐための現実的で有効な対処法となっている。
飛来するメスを駆除するための樹皮への殺虫剤の散布や、菌の繁殖を抑えるための土壌への殺菌剤の注入なども行われているが、補助的・試験的な運用にとどまっている。
伐採した枝や樹木は速やかにその場で破砕処理するか、すぐに破砕処理できない場合あるいは遠隔地で焼却・加熱乾燥処理する場合には、プラスチックラップ等で梱包して成虫や菌が飛散しないための配慮が必要である。
破砕処理したあとの木材チップや剪定した枝は、ソラリゼーション処理やコンポスト処理を施し、生き残った卵・幼虫・成虫および菌を除去する。
伐採した樹木を木材として再利用する場合には、摂氏60度以上で60分以上のKD（キルンドライ）乾燥処理を施す。